# Lighthouse (sång)
Lighthouse är en engelskspråkig poplåt och singel framförd av den kroatiska sångaren Nina Kraljić. Den släpptes den 9 mars 2016 och var Kroatiens bidrag vid Eurovision Song Contest 2016 i Stockholm. Där framfördes den av Kraljić som sedan tidigare utvalts av den kroatiska statstelevisionen att representera landet i Eurovisionsschlagerfinalen.
Sången är komponerad av Thorsten Brötzmann och texten är skriven av duon Popmaché bestående av Andreas Grass och Nikola Paryla.